# زمن الحلم

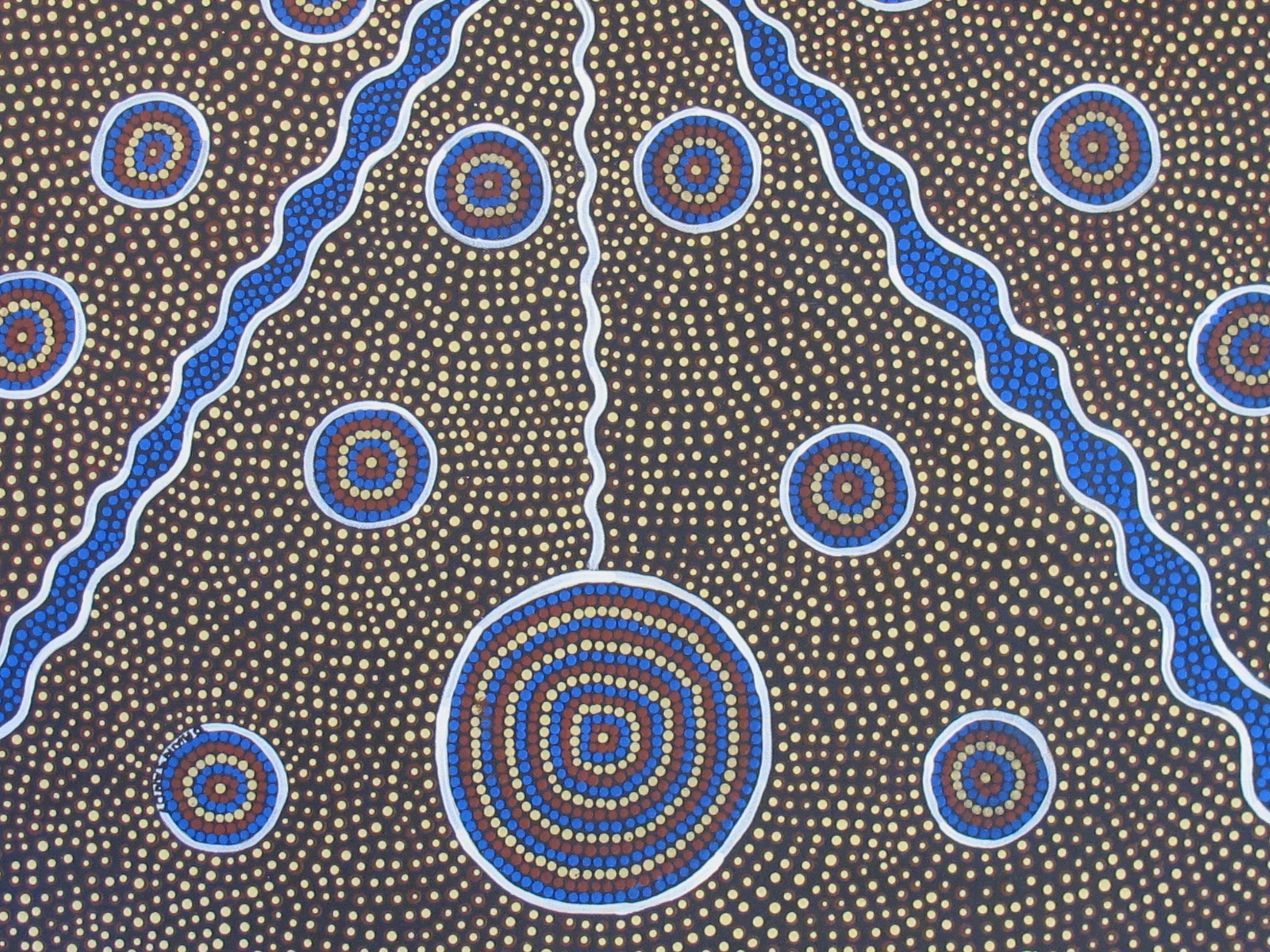
رسم لأسترالي أصلي يمثل زمن الحلم

الحلم أو زمن الحلم (بالإنجليزية: The Dreaming or the Dreamtime)‏ هو مصطلح ابتكره علماء الأنثروبولوجيا الأوائل للإشارة إلى نظرة دينية ثقافية للعالم تُنسب إلى معتقدات السكان الأصليين الأستراليين.
وهو الماضي الأسطوري في الميثولوجيا الأسترالية للسكان الأصليين. وكل قبيلة من القبائل المختلفة تحدد هذا الزمن على طريقتها وحسب ظروفها الطبيعية وما جرى معها من أحداث. وهو الماضي البعيد الأول والذي كانت فيه الأرواح والآلهة والأسلاف يمشون على الأرض. وفي طقوسهم لدخول مرحلة البلوغ يدرسون الفتيان فن «الألجيرا» أو زمن الأحلام وهذا الزمن يمثل قضية مركزية في طقوسهم وهو نظام قديم للتدريس الروحي.